# Yézimala
Yézimala  è una città e sottoprefettura della Costa d'Avorio appartenente al dipartimento di Bondoukou. Conta una popolazione di 5 796 abitanti (censimento 2014).